# Копьев, Николай Александрович
Николай Александрович Копьев (1842 ― 1916) ― протоиерей Русской православной церкви, историк церкви, богослов.

## Биография
Родился в семье сельского священника. Учился в Звенигородском духовном училище и Вифанской духовной семинарии. В 1866 году окончил Московскую духовную академию, магистр богословия.
Преподавал в Каменец-Подольской (1866—1870), Тверской(1870—1871), Вифанской (1871—1874) духовных семинариях. Рукоположен в священники, определён в храм Василия Блаженного в Москве. Затем всё остальное время настоятель московской Преображенской церкви в Наливках.
В 1878—1892 гг. секретарь и в 1892—1896 гг. помощник председателя Московского общества любителей духовного просвещения. Редактор «Московских церковных ведомостей», «Чтения в Обществе любителей духовного просвещения».
Изучал проблемы старообрядчества и единоверия, опубликовал несколько статей по этой теме.
Был страстным коллекционером, собирал китайские и японские артефакты, предметы русско-японской войны 1905 года.